# Deparia kaalaana
Deparia kaalaana är en majbräkenväxtart som först beskrevs av Edwin Bingham Copeland, och fick sitt nu gällande namn av Masahiro Kato. Deparia kaalaana ingår i släktet Deparia och familjen Athyriaceae. Inga underarter finns listade.